# 奧格拉本河 (阿爾特米爾河支流)
49°6′5.23″N 10°45′8.09″E / 49.1014528°N 10.7522472°E
奧格拉本河（德語：Augraben），是德國的河流，位於該國東南部，由巴伐利亞負責管轄，屬於阿爾特米爾河的支流，河道全長1.6公里，流域面積3.7平方公里。